# Тулушка (Сумская область)
Тулушка (укр. Тулушка) — село,
Поповский сельский совет,
Конотопский район,
Сумская область,
Украина.
Код КОАТУУ — 5922086604. Население по переписи 2001 года составляло 541 человек.

## Географическое положение
Село Тулушка находится на железнодорожной ветке Конотоп-Бахмач, станция Халимоново.
Примыкает к селу Калиновка (Черниговская область).

## Экономика
- «Райлизинг», сельскохозяйственное ЧП.
- «Степова», агрофирма, ООО.
- «Вперед», КСП.

## Объекты социальной сферы
- Школа.
- Клуб.

## Достопримечательности
- Братская могила советских воинов.